# MAP quinase
MAP Quinase (Mitogen Activated Protein Kinases - Proteíno-quinases ativadas por mitógenos) é uma subfamília de proteínas-quinase específicas de serina/treonina que respondem a estímulos extracelulares (mitógenos) e regulam várias atividades celulares, como expressão gênica, mitose, diferenciação, sobrevivência celular e apoptose (morte celular).
Estímulos extracelulares levam à ativação de uma MAP quinase via uma cascata de sinais (cascata de MAP quinase), composta por uma MAP quinase, MAP quinase-quinase (MKK ou MAP2K) e MAP quinase-quinase-quinase (MKKK ou MAP3K).
Uma MAP3K, ao ser ativada por estímulos extracelulares, fosforila a MAP2K em seu resíduo de serina e treonina, e então a MAP2K ativa a MAPK através de fosforilação em seu resíduo de serina e tirosina. Essa cascata de sinas por MAP quinase tem sido evolutivamente bem conservada desde leveduras até mamíferos.